# San Jerónimo Tecóatl
San Jerónimo Tecóatl är en kommun i Mexiko.   Den ligger i delstaten Oaxaca, i den sydöstra delen av landet, 270 km sydost om huvudstaden Mexico City.
Följande samhällen finns i San Jerónimo Tecóatl:
- Los Naranjos